# اروس (ماهواره)
ماهواره دیدبانی منابع زمین (انگلیسی: Earth Resources Observation Satellite) که به اختصار اروس (EROS) نامیده می‌شود، نام مجموعه‌ای از ماهواره‌های تجاری دیدبانی زمین متعلق به اسرائیل است که توسط صنایع هوافضای اسرائیل (IAI) طراحی و ساخته شده و تجهیزات نوری آن را البیت سیستمز فراهم کرده‌است. این ماهواره‌ها تحت تملک و مدیریت شرکت اسرائیلی ایمیج‌ست اینترنشنال هستند. ماهواره اروس ای در ۵ دسامبر ۲۰۰۰ و اروس بی در ۲۵ آوریل ۲۰۰۶ به فضا پرتاب شدند.